# جینا ریماندو
جینا مری ریماندو (انگلیسی: Gina Marie Raimondo؛ ‎/rəˈmɒndoʊ/‎؛ زادهٔ ۱۷ مهٔ ۱۹۷۱) سیاست‌مدار و سرمایه‌گذار خطرپذیر آمریکایی است که از سال ۲۰۲۱ تا ۲۰۲۵ به عنوان چهلمین وزیر بازرگانی ایالات متحده آمریکا خدمت کرد.
جینا ریماندو فرماندار سابق ایالت رود آیلند از حزب دموکرات ایالات متحده آمریکا است که در تاریخ ۶ ژانویه ۲۰۱۵ میلادی به عنوان فرماندار انتخاب شد و تا سال ۲۰۲۱ در این سمت ماند.